# Lucinda Riley

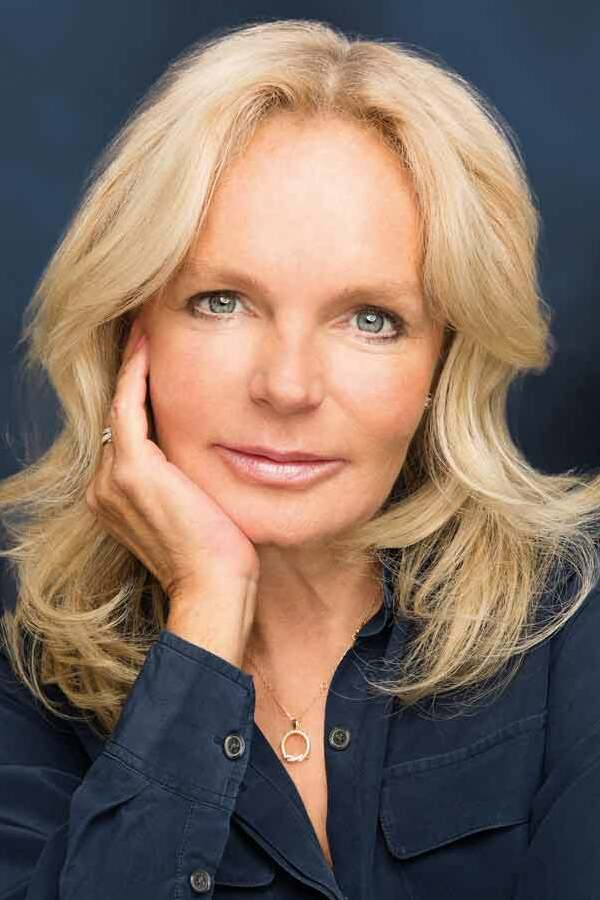
Lucinda Riley

Lucinda Riley (* 16. Februar 1965 als Lucinda Edmonds in Lisburn, Nordirland; † 11. Juni 2021) war eine nordirische Schriftstellerin.

## Leben
Riley verbrachte die ersten sechs Jahre ihres Lebens in dem Dorf Dumbeg bei Belfast in Nordirland, bevor die Familie nach England zog. Sie war in jungen Jahren als Theater- und Fernsehschauspielerin tätig. Nachdem sie mit Anfang zwanzig an Drüsenfieber erkrankt war, begann sie mit der Schriftstellerei. Ihr erster Roman Lovers and Players wurde vom Verlag Simon & Schuster 1992 veröffentlicht.
Unter ihrem Geburtsnamen Lucinda Edmonds veröffentlichte sie zunächst sieben weitere Romane. 2013 begann sie mit dem Schreiben der Sieben-Schwestern-Serie, deren Übersetzung ins Deutsche der Goldmann Verlag besorgte. Bis zu ihrem Tod wurden nach Verlagsangaben rund 30 Millionen ihrer Bücher verkauft. Vom posthum erschienenen Atlas – Die Geschichte von Pa Salt wurden im Jahr 2023 allein in Deutschland 700.000 Exemplare abgesetzt.
Riley lebte mit ihrem Ehemann und ihren vier Kindern in Norfolk im Osten Englands und in ihrem Haus in der Provence in Frankreich.
Lucinda Riley starb nach einer vierjährigen Krebserkrankung am 11. Juni 2021.

## Werke (Auswahl)
als Lucinda Edmonds
- 1992: Lovers and Players. Simon & Schuster
- 1993: Hidden Beauty
  - deutsch Das Mädchen aus Yorkshire, aus dem Englischen von Karin Dufner, Sonja Hauser, Sibylle Schmidt und Ursula Wulfekamp, Wilhelm-Goldmann-Verlag, München 2024, ISBN 978-3-442-31783-7.
- 1994: Enchanted
- 1997: Losing You
- 1998: Playing with Fire (deutsch Spiel mit dem Feuer. 2001)

als Lucinda Edmonds, neu aufgelegt als Lucinda Riley
- 1995: Not Quite an Angel (als Lucinda Riley: englisch The Angel Tree / dt. Der Engelsbaum). Übersetzung der Fassung von 2014 von Sonja Hauser und Ursula Wulfekamp. Goldmann Verlag, München 2014, ISBN 978-3-442-48135-4
- 1996: Aria (als Lucinda Riley: engl. The Italian Girl / deutsch Das italienische Mädchen). Übersetzung von Sonja Hauser. Goldmann Verlag, München 2014, ISBN 978-3-442-48009-8
- 2000: Seeing Double (als Lucinda Riley: englisch The Love Letter / deutsch Der verbotene Liebesbrief). Übersetzung von Ursula Wulfekamp. Goldmann Verlag, München 2017, ISBN 978-3-442-48406-5

als Lucinda Riley

Sieben-Schwestern-Serie
- 2014: The Seven Sisters (dt. Die sieben Schwestern, Goldmann Verlag, München 2015)
- 2015: The Storm Sister  (dt. Die Sturmschwester, Goldmann Verlag, München 2015)
- 2016: The Shadow Sister (dt. Die Schattenschwester, Goldmann Verlag, München 2016)
- 2017: The Pearl Sister (dt. Die Perlenschwester, Goldmann Verlag, München 2017)
- 2018: The Moon Sister (dt. Die Mondschwester, Goldmann Verlag, München 2018)
- 2019: The Sun Sister (dt. Die Sonnenschwester, Goldmann Verlag, München 2019)
- 2021: The Missing Sister (dt. Die verschwundene Schwester, Goldmann Verlag, München 2021)
- 2023: Atlas: The Story of Pa Salt (dt. Atlas – Die Geschichte von Pa Salt, Goldmann Verlag, München 2023) – Coautor ist ihr ältester Sohn Harry Whittaker. Das Buch wurde nach ihrem Tod mit Hilfe ihrer Aufzeichnungen geschrieben.

Andere
- 2010: Hothouse Flower (dt. Das Orchideenhaus. Goldmann Verlag, München 2010)
- 2011: The Girl on the Cliff (dt. Das Mädchen auf den Klippen. Goldmann Verlag, München 2012)
- 2012: The Light Behind the Window (dt. Der Lavendelgarten. Goldmann Verlag, München 2013)
- 2013: The Midnight Rose (dt. Die Mitternachtsrose, Goldmann Verlag, München 2014)
- 2014: The Angel Tree (dt. Der Engelsbaum, Goldmann Verlag, München 2014)
- 2014: The Italian Girl (dt. Das italienische Mädchen, Goldmann Verlag, München 2014)
- 2016: Helena’s Secret (dt. Helenas Geheimnis, Goldmann Verlag, München 2016)
- 2017: The Love Letter (dt. Der verbotene Liebesbrief, Goldmann Verlag, München 2017)
- 2019: The Butterfly Room (dt. Das Schmetterlingszimmer, Goldmann Verlag, München 2019)
- 2022: The Murders at Fleat House (dt. Die Toten von Fleat House, Goldmann Verlag, München 2022). Der Kriminalroman wurde im Jahr 2006 verfasst; die Erstveröffentlichung erfolgte im Jahr 2022.